# Blastopsocus semistriatus
Blastopsocus semistriatus är en insektsart som först beskrevs av Walsh 1862.  Blastopsocus semistriatus ingår i släktet Blastopsocus och familjen storstövsländor. Inga underarter finns listade i Catalogue of Life.